# Romain Bonnaud
Pour les articles homonymes, voir Bonnaud (homonymie).
Romain Bonnaud, né le 19 mai 1981, est un skipper français.

## Carrière
Il remporte les Championnats d'Europe de 470 avec son frère Benjamin en 2006 à Balatonfüred. 